# Dave Zafarin
Dave Zafarin (Kerkrade, 22 mei 1978) is een Nederlandse oud-voetballer. Hij speelde bij Roda JC, De Graafschap, Austria Kärnten, Fortuna Sittard, TOP Oss, EVV en RKSV Groene Ster.

## Biografie
Dave Zafarin werd geboren te Kerkrade. Zijn eerste wedstrijden speelde hij bij R.K.S.V. Sylvia te Landgraaf. Daar werd hij opgemerkt door scouts van Eredivisionist Roda JC. Zafarin was een van de weinige jeugdspelers die zich in het eerste elftal van Roda JC wist te bewijzen. In 1995 maakte Zafarin onder trainer Huub Stevens zijn eerste speelminuten in het shirt van Roda JC. Uiteindelijk zou het tot 1998 duren voordat de Kerkradenaar uitgroeide tot "supersub" van de Limburgers. Zafarin schoot Roda JC in het voorjaar van 2000 uit bij Vitesse in de Arnhemse Gelredome (0-1 na verlenging) naar de KNVB Bekerfinale in De Kuip door het enige doelpunt te scoren met een pegel in de kruising. Roda JC zou in mei 2000 de KNVB Beker winnen door in de finale NEC met 2-0 te verslaan. 
De rol als "supersub" bij Roda JC zou hij tot en met 2002 weten te behouden, waarna hij aan De Graafschap zou worden verkocht. In Doetinchem wist de Limburger een basisplaats te veroveren, maar De Graafschap verkocht hem aan het Oostenrijkse Austria Kärnten. Na een jaar keerde Zafarin echter weer terug naar Nederland, om uit te komen voor Eerste divisionist Fortuna Sittard. Terug in Limburg wist Zafarin zijn draai weer te vinden en werd verkocht aan TOP Oss. Hij sloot zijn carrière af in de hogere klassen van het zondagamateur voetbal in regio Zuid II bij achtereenvolgens EVV en RKSV Groene Ster.
Daarna ging hij werken bij een distributeur van schuurmaterialen en is vanaf het seizoen 2016/2017 voetbaltrainer bij de zondagamateurs in regio Zuid II bij achtereenvolgens SV Langeberg uit Brunssum, VV Hellas en FC Landgraaf.

## Carrière
| Seizoen | Club             | Wedstrijden | Doelpunten | Competitie       |
| ------- | ---------------- | ----------- | ---------- | ---------------- |
| 1995/96 | Roda JC          | 2           | 0          | Eredivisie       |
| 1996/97 | Roda JC          | 0           | 0          | Eredivisie       |
| 1997/98 | Roda JC          | 9           | 0          | Eredivisie       |
| 1998/99 | Roda JC          | 22          | 2          | Eredivisie       |
| 1999/00 | Roda JC          | 32          | 6          | Eredivisie       |
| 2000/01 | Roda JC          | 23          | 2          | Eredivisie       |
| 2001/02 | Roda JC          | 18          | 0          | Eredivisie       |
| 2002/03 | De Graafschap    | 27          | 3          | Eredivisie       |
| 2003/04 | Austria Kärnten  | 24          | 1          | Bundesliga       |
| 2004/05 | Fortuna Sittard  | 33          | 6          | Eerste divisie   |
| 2005/06 | TOP Oss          | 27          | 5          | Eerste divisie   |
| 2006/07 | TOP Oss          | 32          | 5          | Eerste divisie   |
| 2007/08 | TOP Oss          | 31          | 3          | Eerste divisie   |
| 2008/09 | TOP Oss          | 25          | 5          | Eerste divisie   |
| 2009/10 | FC Oss           | 36          | 3          | Eerste divisie   |
| 2010/11 | EVV              | 22          | 2          | Zondag Topklasse |
| 2011/12 | RKSV Groene Ster | 24          | 7          | Hoofdklasse      |
| 2012/13 | RKSV Groene Ster | 20          | 3          |                  |
| 2013/14 | RKSV Groene Ster | 16          | 2          |                  |
| Totaal  |                  | 423         | 55         |                  |